# Briona
Briona település Olaszországban, Piemont régióban, Novara megyében. Lakosainak száma 1108 fő (2023. január 1.). Briona Barengo, Caltignaga, Carpignano Sesia, Casaleggio Novara, Castellazzo Novarese, Fara Novarese, Momo, San Pietro Mosezzo és Sillavengo községekkel határos.

## Népesség
A település népességének változása:
| Lakosok száma | 1183 | 1164 | 1108 |
|               | 2017 | 2018 | 2023 |